# Blå Flag
Blå Flag er en international miljø-udmærkelse som tildeles strande, bådepladser og havne, som opfylder fastlagte krav i forbindelse med vandkvalitet, sikkerhed, service og miljøinformation.
Udmærkelsen Blå Flag blev startet i 1985 af franske miljøforkæmpere, med det formål at beskytte hav-miljøet og det først Blå Flag bliver hejst i Danmark i 1987.
Under det europæiske miljø-år i 1987 blev Blå Flag etableret flere steder i Europa, og i dag ledes og administreres dette arbejde af Foundation for Environmental Education, FEE, i samarbejde med lokale organisationer i respektive lande. I Danmark varetages Blå Flag af paraplyorganisationen Friluftsrådet.
Første Blå Flag udenfor Europa blev hejst i 2001 i Sydafrika.

## Kriterier
For at få tildelt Blå Flag og opfylde givne kriterier vil udmærkelsen blive baseret på en vurdering af fem områder:
- Vandkvalitet
- Miljø
- Sikkerhed
- Faciliteter
- Information og formidling

Det er disse kriterier, der afgør, om det Blå Flag kan vaje over stranden eller havnen. Flaget tildeles for et år af gangen og skal godkendes af både en dansk og international jury.

## Symbol
Et blåt flag med en hvid cikel og blå bølger.

## Antal blå flag
Blå Flag er tildelt 167 strande og 16 havne i Danmark i 2021.